# NGC 2913
NGC 2913 é uma galáxia espiral (Sc) localizada na direcção da constelação de Leo. Possui uma declinação de +09° 28' 42" e uma ascensão recta de 9 horas, 34 minutos e 02,7 segundos.
A galáxia NGC 2913 foi descoberta em 10 de Março de 1864 por Albert Marth.